# Okres Turek
Okres Turek (polsky Powiat turecki) je okres v polském Velkopolském vojvodství. Rozlohu má 929,4 km² a v roce 2023 zde žilo 81 244 obyvatel. Sídlem správy okresu je město Turek.

## Gminy
Městská:
- Turek

Městsko-vesnické:
- Dobra
- Tuliszków

Vesnické:
- Brudzew
- Kawęczyn
- Malanów
- Przykona
- Turek
- Władysławów

## Města
- Dobra
- Tuliszków
- Turek

## Sousední okresy
| Růžice kompasu | Konin         | Koło, Konin | Koło      | Růžice kompasu |
| Růžice kompasu | Kalisz, Konin | Sever       | Poddębice | Růžice kompasu |
| Růžice kompasu | Kalisz, Konin | Okres Turek | Poddębice | Růžice kompasu |
| Růžice kompasu | Kalisz, Konin | Jih         | Poddębice | Růžice kompasu |
| Růžice kompasu | Kalisz        | Sieradz     | Poddębice | Růžice kompasu |